# Paradidyma piliventris
Paradidyma piliventris là một loài ruồi trong họ Tachinidae.